# Yuya Nakasaka
Yuya Nakasaka (født 8. maj 1997) er en japansk fodboldspiller, som spiller for den japanske fodboldklub Vissel Kobe.